# Bart Meinema
Bartele Pieter (Bart) Meinema (29 juli 1947) is een Nederlands politicus van het CDA.
Na werkzaam te zijn geweest bij de gemeenten Amersfoort en Bodegraven ging Meinema in 1979 werken bij het Openbaar Lichaam Zuidelijke IJsselmeerpolders (OL ZIJP) waar hij onder andere plaatsvervangend directeur Welzijn is geweest. Meinema was betrokken bij de vorming van de nieuwe gemeente Zeewolde waar hij in 1984 gemeentesecretaris werd.
In 1992 volgde zijn benoeming tot burgemeester van de Zuid-Hollandse gemeente Vlist en elf jaar later werd Meinema burgemeester van de Noord-Brabantse gemeente Cranendonck. In april 2011 werd bekend dat hij eind 2011 met pensioen wil gaan. Op 1 januari 2012 kwam een einde aan zijn burgemeesterscarrière. Marga Vermue-Vermue heeft Meinema opgevolgd.